# Определение на Свободни произведения на културата
Определение на свободни произведения на културата (на английски: Definition of Free Cultural Works) – определението за свободно съдържание е дефинирано от Ерик Мьолер и е публикувано на уеб сайта freedomdefined.org.
Първият вариант на Определението за свободни произведения на културата е публикуван на 3 април 2006 г. . Ричард Столман, Лорънс Лесиг, Анджела Бийсли и други участници в проекта. Версиите 1.0 и 1.1 са публикувани и преведени на няколко езика, като версия 1.1 е преведена и на български .
Определението на свободни произведения на културата се използва в Уикимедия. През 2008 г. Creative Commons licenses на английски: Attribution и на английски: Attribution-ShareAlike бяха обозначени като „на английски: Approved for Free Cultural Works“ . По-късно проектите на Уикимедия преминаха към лиценза на английски: Attribution-ShareAlike.

## Одобрени лицензи
- Against DRM
- BSD-like non-copyleft licenses
- Creative Commons Attribution
- Creative Commons Attribution ShareAlike
- Design Science License
- FreeBSD Documentation License
- Free Art License
- GNU Free Documentation License
- GNU General Public License
- Lizenz für Freie Inhalte
- MirOS Licence
- MIT License